# Augustus Prinsep

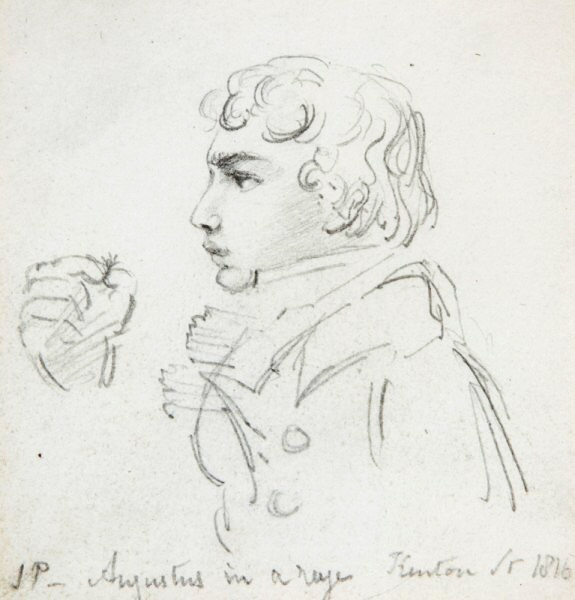
Porträtskizze des 13-jährigen Prinsep durch seinen Bruder James, 1816

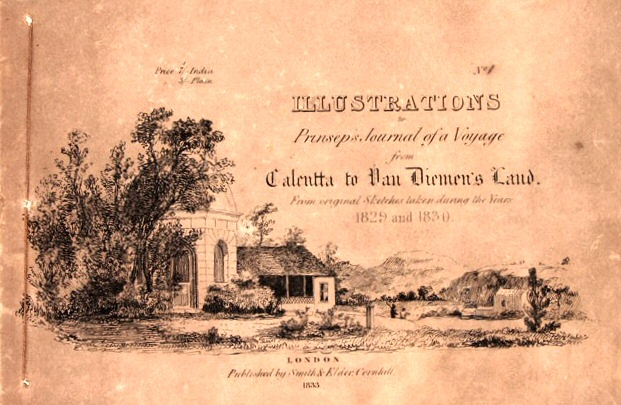
Illustrations for Prinsep’s Journal of a Voyage from Calcutta to Van Diemen’s Land, 1833

Augustus Prinsep (* 31. August 1803 in London; † 10. Oktober 1830 in Australien) war ein englischer Künstler, Schriftsteller und Beamter. Er wurde insbesondere durch sein posthum veröffentlichtes Buch The Journal of a Voyage from Calcutta to Van Diemen’s Land berühmt.

## Leben
Prinsep kam als achtes Kind und jüngster Sohn von John Prinsep zur Welt. Er wurde am Haileybury College erzogen. Anschließend reiste er nach Indien, wo er in Kalkutta im Juli 1822 noch 18-jährig ankam. Prinsep arbeitete dort als Angestellter der Ostindien-Kompanie. Im Jahr 1827 wurde er zum Kommissar des Bezirkes Pergunnah Palamu befördert. Im Juni 1828 heiratete er Elizabeth Acworth Ommanney. Es wurde bei ihm dann Tuberkulose diagnostiziert und seine Ärzte rieten ihm, Indien zu verlassen. Prinsep beschloss, nach Australien auszuwandern, und protokollierte seine Reisen detailliert in seinem Tagebuch und Briefen an seine Frau. Im September 1829 erreichte er, über Batavia in Niederländisch Ostindien (Indonesien), schließlich Hobart (Van-Diemens-Land) in Tasmanien. Trotz seiner Hoffnung, seine Gesundheit wiederzuerlangen, starb er auf einer weiteren Reise auf hoher See.
Seine Frau veröffentlichte sein Tagebuch und die an sie gerichteten Briefe als Buch unter dem Titel Tagebuch einer Reise von Kalkutta zu Van-Diemens-Land. Das Buch erlangte größte Popularität und herausragende Besprechungen, und es wurde in viele Sprachen übersetzt.
Elizabeth veröffentlichte auch elf Lithographien, die möglicherweise größtenteils anhand der Zeichnungen ihres Mannes Augustus gestochen wurden. Der Rest der Stiche dürfte auf Zeichnungen von Elizabeth selbst und Prinseps Bruder Thomas zurückzuführen sein.
Prinseps Buch The Baboo; and Other Tales Descriptive of Society in India erschien 1834 in London. Sein Bruder Henry Thoby Prinsep merkte dazu an, dass er selbst die letzten fünf oder sechs Kapitel des unvollendet hinterlassenen Werks geschrieben hatte. Karl Andrees deutsche Übersetzung mit dem Titel Der Bäbu – Lebensbilder aus Ostindien wurde zur Vorlage von Heinrich Marschners Oper Der Bäbu, die 1838 in Hannover uraufgeführt wurde.

## Werke
- The Journal of a Voyage from Calcutta to Van Diemen’s Land: Comprising a Description of that Colony During a Six Months’ Residence. From Original Letters, Selected by Mrs A. Prinsep, Smith, Elder, and Co., London 1833.
- The Baboo; and Other Tales Descriptive of Society in India. Smith, Elder, and Co., London 1834.
- Karl Andree (Übers.): Der Bäbu – Lebensbilder aus Ostindien. Ludwig Schumann, Leipzig 1835.